# توشيرو ساكاي
توشيرو ساكاي (باليابانية: 坂井利郎) مواليد 23 نوفمبر 1947 في طوكيو، هو لاعب كرة مضرب ياباني سابق وكان يلعب باليد اليمنى. أعلى تصنيف له في الفردي كان المركز الـ 75 في سنة 1973.

## النهائيات

### الفردي: 2 (1–1)
| الحصيلة | الرقم | التاريخ | الدورة          | الأرضية | المنافس    | النتيجة  |
| ------- | ----- | ------- | --------------- | ------- | ---------- | -------- |
| الفوز   | 1.    | 1972    | طوكيو، اليابان  | صلبة    | جون كوكي   | 6–3, 6–3 |
| الوصافة | 1.    | 1973    | أوساكا، اليابان | صلبة    | كين روزوول | 2–6, 4–6 |

### الزوجي: 1 (0–1)
| الحصيلة | الرقم | التاريخ | الدورة                    | الأرضية | الشريك        | المنافس            | النتيجة  |
| ------- | ----- | ------- | ------------------------- | ------- | ------------- | ------------------ | -------- |
| الوصافة | 1.    | 1974    | دوسلدورف، ألمانيا الغربية | ترابية  | كينيتشي هيراي | جيري هربك يان كودس | 1–6, 4–6 |

## الميداليات
| الميدالية | المسابقة                      |
| --------- | ----------------------------- |
| ذهبية     | الألعاب الجامعية الصيفية 1970 |
| ذهبية     | دورة الألعاب الآسيوية 1974    |
| برونزية   | دورة الألعاب الآسيوية 1974    |

## روابط خارجية
- توشيرو ساكاي على موقع رابطة محترفي التنس (الإنجليزية)
- توشيرو ساكاي على موقع الاتحاد الدولي لكرة المضرب (الإنجليزية)
- توشيرو ساكاي على موقع كأس ديفيز (الإنجليزية)
- توشيرو ساكاي على موقع خلاصة التنس.كوم (الإنجليزية)
- توشيرو ساكاي على موقع أوليمبيديا (الإنجليزية)